# 火车站街道 (德令哈市)
火车站街道，是中华人民共和国青海省海西蒙古族藏族自治州德令哈市下辖的一个乡镇级行政单位。

## 行政区划
火车站街道下辖以下地区：
黄河路社区、都兰路社区、工业园区社区和城南新区社区。